# برونو کیربی

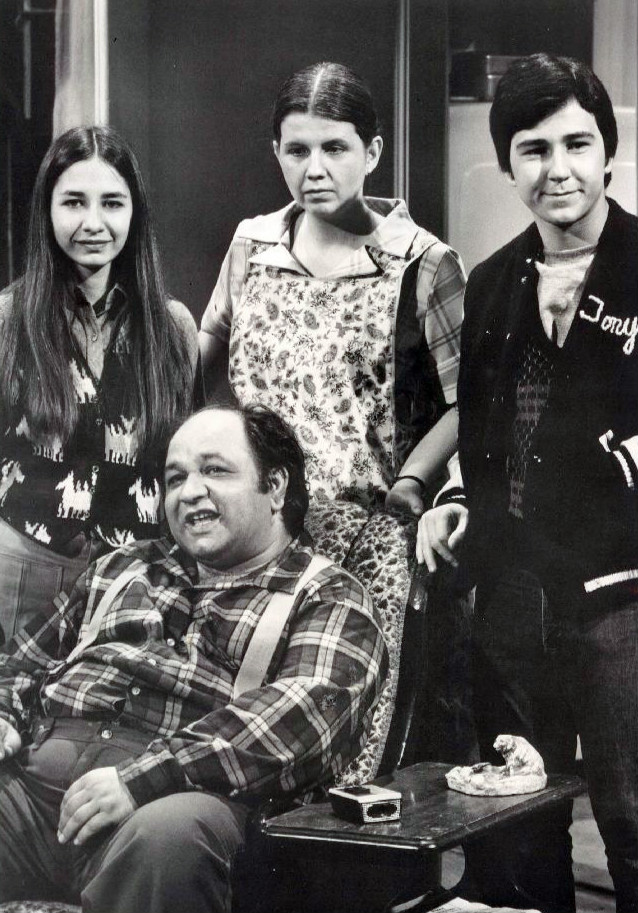

برونو کیربی (انگلیسی: Bruno Kirby; ۲۸ آوریل ۱۹۴۹ – ۱۴ اوت ۲۰۰۶) هنرپیشه اهل ایالات متحده آمریکا بود.

## گزیده فیلمشناسی
از فیلم‌ها یا برنامه‌های تلویزیونی که کیربی در آن نقش داشته‌است می‌توان به آثار زیر اشاره کرد.
- آزادی سیندرلا (۱۹۷۳)
- بابای فوق‌العاده (۱۹۷۳)
- پدرخوانده: قسمت دوم (۱۹۷۴)
- این اسپینال تپ است (۱۹۸۴)
- بردی (فیلم) (۱۹۸۴)
- گوشت و خون (۱۹۸۵)
- صبح بخیر، ویتنام (۱۹۸۷)
- مردان حلبی (۱۹۸۷)
- وقتی هری سالی را دید… (۱۹۸۹)
- ما فرشته نیستیم (فیلم ۱۹۸۹) (۱۹۸۹)
- تازه‌کار (فیلم ۱۹۹۰) (۱۹۹۰)
- حقه‌بازان شهر (۱۹۹۱)
- هوفا (۱۹۹۲)
- گلدن گیت (فیلم) (۱۹۹۳)
- خاطرات بسکتبال (۱۹۹۵)
- خفتگان (۱۹۹۶)
- دانی براسکو (۱۹۹۷)
- استوارت کوچولو (۱۹۹۹)
- زندگی در حال نابودی (۱۹۹۹)
- بازی کرد (۲۰۰۶)